# Zespół Eagle’a

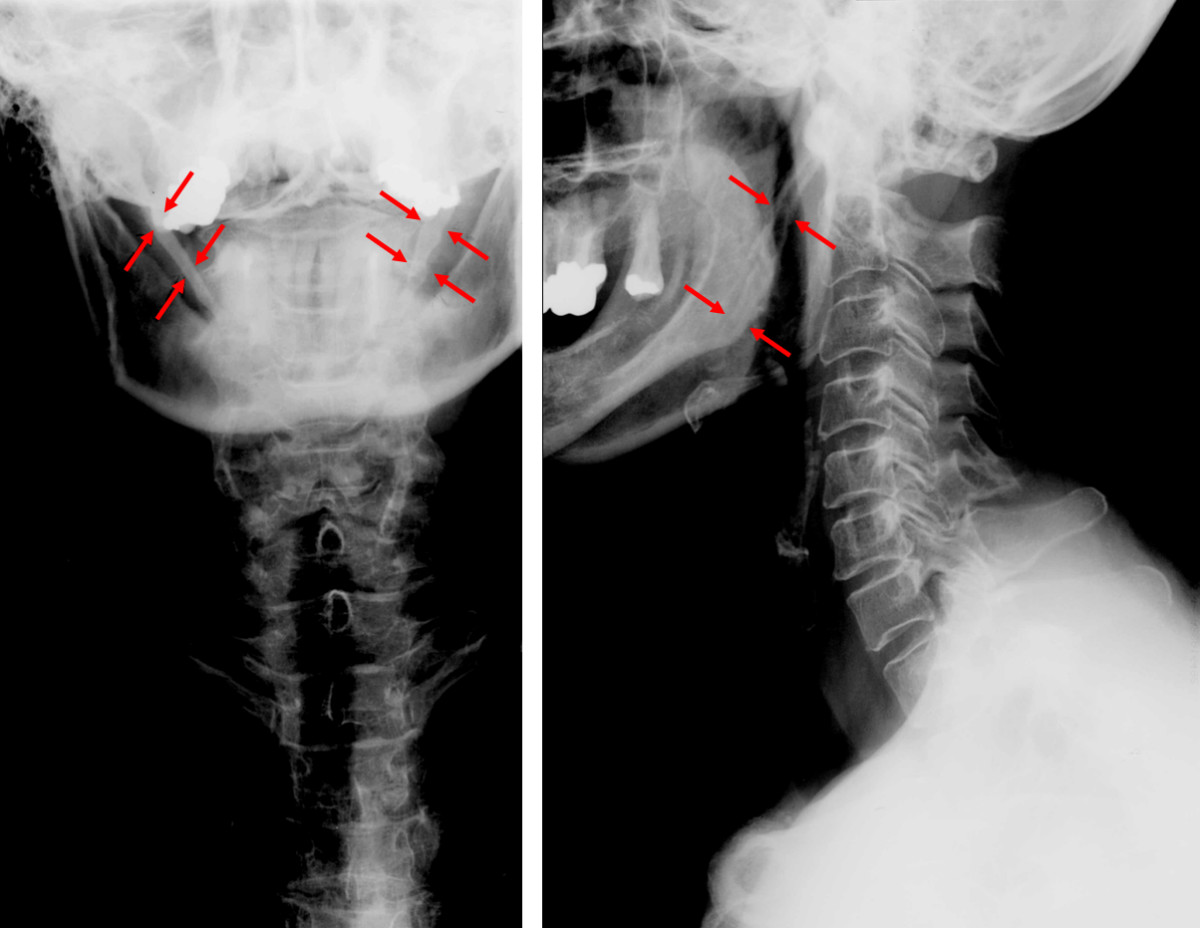
Radiogramy w projekcji AP i bocznej uwidaczniające obustronne zwapnienia w rzucie więzadeł rylcowo-gnykowych (strzałki), co przy niestwierdzeniu zmian zwyrodnieniowych kręgosłupa szyjnego pozwoliło na postawienie rozpoznania zespołu Eagle’a

Zespół Eagle’a, stylalgia, zespół przedłużonego wyrostka rylcowatego (ang. Eagle's syndrome, elongated styloid process syndrome) – stosunkowo rzadki zespół chorobowy, spowodowany nadmiernie długim wyrostkiem rylcowatym i (lub) zwapnieniem więzadła rylcowo-gnykowego. Objawia się napadowym, silnym, kłującym bólem w uchu, okolicy migdałka, dna jamy ustnej, bocznej części szyi lub kąta żuchwy. Ból może być wywołany przełykaniem, otwieraniem ust, obracaniem głowy, lub badaniem palpacyjnym gardła. Ból trwa kilka sekund lub minut, towarzyszy mu zwykle silny ślinotok. Leczenie jest głównie operacyjne. Opisywane są przypadki udanego leczenia zachowawczego. Jednostkę chorobową opisał jako pierwszy amerykański otorynolaryngolog Watt Weems Eagle w 1937 roku. Sklasyfikował on objawy wyszczególniając tzw. postać klasyczną występującą najczęściej po zabiegu usunięcia migdałków podniebiennych. Objawia się ona głównie izolowanym bólem w gardle w okolicy niszy po usuniętym migdałku, zaburzeniami połykania, bólem przy przełykaniu, uczuciem ciała obcego oraz wzmożonym ślinieniem. W niektórych przypadkach mogą pojawić się zaburzenia głosu. Dolegliwości te związane są z podrażnieniem V, IX i X nerwu czaszkowego poprzez ucisk tworzącej się ziarniny i (lub) blizny stymulujący wapnienie więzadła rylcowo-gnykowego. Druga postać to tzw. zespół tętnicy szyjnej związany z drażnieniem włókien współczulnych biegnących w ścianie tętnic szyjnych przez wydłużony wyrostek rylcowaty. Główne objawy to ból oka, zaburzenia widzenia, bóle połowicze głowy, bóle migrenowe, w skrajnych przypadkach omdlenia.